# Cabraggio
Il cabraggio è un fenomeno che riguarda genericamente sistemi su ruote produttrici di forza motrice o frenante.
Il fenomeno consiste nella variazione del carico agente sulle ruote in conseguenza di un'azione frenante o traente di queste.
La combinazione tra le forze prodotte dalle ruote e le resistenze al moto (dovute ad attrito, carico o inerzia) produce un effetto cabrante.
Il cabraggio provoca lo slittamento.

## Ambito di applicazione
Il fenomeno assume particolare importanza per il trasporto ferroviario laddove l'insorgere di fenomeni di slittamento può diventare particolarmente frequente. Allo scopo di mitigare gli effetti del fenomeno sono stati introdotti dispositivi tra cui il sistema di anticabraggio elettrico e la trazione bassa dei carrelli.

## Modello matematico
Considerato un generico veicolo poggiante, per semplicità, su due ruote il cui asse sia distante {\displaystyle t_{1}} e {\displaystyle t_{2}} dalla verticale passante per il punto Q dove si immagina applicata la componente normale del carico agente sul veicolo P. Si indichi con h l'altezza, rispetto al punto di contatto delle ruote, del suddetto punto Q.
Indicando con {\displaystyle T} la componente parallela al piano di scorrimento delle ruote, imponendo l'equilibrio si ottiene:
{\displaystyle R_{1}-R_{2}=P(1-2{\frac {t_{1}}{t_{2}+t_{1}}})+2h{\frac {T}{t_{2}+t_{1}}}}
Avendo il primo termine significato di carico statico nel senso che non dipende dai carichi di trazione, il secondo viene ad assumere ruolo di componente variabile in quanto legata ai carichi di trazione (o di frenata). Questa componente è proporzionale al carico stesso ed alla quota cui il carico è applicato mentre è inversamente proporzionale all'interasse.